# Alfonso Montero Benia
Alfonso Montero Benia (Montevideo, 23 de febrero de 2007) es un futbolista uruguayo. Juega de defensa central y su equipo actual es la Juventus de Turín de la Serie A de Italia. Es la tercera generación de futbolistas de su familia, es hijo de Paolo Montero y nieto de Julio Montero Castillo.

## Trayectoria
Comenzó a jugar al baby fútbol en La Escalinata en Montevideo, luego se incorporó a las formativas de Defensor Sporting a finales de 2020.
En febrero de 2023 se anunció su fichaje por Juventus de Turín, para incorporarse a las categorías juveniles en principio.
Firmó su primer contrato profesional en septiembre de 2024, estableció vínculo con Juventus hasta 2026. Fue convocado por primera vez al primer equipo para la fecha 14 de la Serie A 2024-25, estuvo en el banco de suplentes el 1 de diciembre, no tuvo minutos y empataron 1-1 contra Lecce.

## Selección nacional
Ha sido internacional con la selección de fútbol de Uruguay en las categorías juveniles sub-17 y sub-20.
En agosto de 2022 fue convocado por primera vez a la selección de Uruguay, en la categoría sub-17, a pesar de ser un año menor. Debutó con la Celeste el 25 de septiembre, fue en un amistoso contra la sub-17 de Israel, donde empataron 0-0, fue parte de un cuadrangular internacional que ganaron.
El 8 de marzo de 2023 se dio a conocer la lista definitiva del plantel para el Campeonato Sudamericano Sub-17 y Alfonso fue confirmado por el entrenador Diego Demarco. No tuvo minutos en la competición y quedaron eliminados en la primera fase.
Durante 204 fue parte de la selección sub-20 uruguaya, en junio entrenó por primera vez en la categoría y fue convocado para jugar el Torneo de L'Alcudia. Debutó en la categoría el 22 de julio, fue titular para jugar contra Elche y ganaron 1-2. Jugó 3 partidos en el torneo amistoso y se coronaron campeones tras derrotar a Argentina en la final.
El 7 de enero de 2025 fue confirmado en el plantel para jugar el Campeonato Sudamericano Sub-20, por el entrenador Fabián Coito. Jugó 6 partidos pero no lograron clasificar a la Copa Mundial Sub-20 luego de 20 años.

## Estadísticas

### Clubes
Actualizado al último partido citado el 1 de diciembre de 2024.
| Club                       | Div.          | Temporada     | Liga  | Liga  | Liga   | Copas nacionales | Copas nacionales | Copas nacionales | Copas internacionales | Copas internacionales | Copas internacionales | Total | Total | Total  |
| Club                       | Div.          | Temporada     | Part. | Goles | Asist. | Part.            | Goles            | Asist.           | Part.                 | Goles                 | Asist.                | Part. | Goles | Asist. |
| -------------------------- | ------------- | ------------- | ----- | ----- | ------ | ---------------- | ---------------- | ---------------- | --------------------- | --------------------- | --------------------- | ----- | ----- | ------ |
| Juventus de Turín · Italia | 1.ª           | 2024-25       | 0     | 0     | 0      | -                | -                | -                | -                     | -                     | -                     | 0     | 0     | 0      |
| Juventus de Turín · Italia | Total club    | Total club    | 0     | 0     | 0      | 0                | 0                | 0                | 0                     | 0                     | 0                     | 0     | 0     | 0      |
| Total carrera              | Total carrera | Total carrera | 0     | 0     | 0      | 0                | 0                | 0                | 0                     | 0                     | 0                     | 0     | 0     | 0      |

### Selección
Actualizado al último partido citado el 16 de febrero de 2025.
| Selección         | Temporada         | Continental | Continental | Continental | Mundial      | Mundial      | Mundial      | Amistosos | Amistosos | Amistosos | Total | Total | Total  |
| Selección         | Temporada         | Part.       | Goles       | Asist.      | Part.        | Goles        | Asist.       | Part.     | Goles     | Asist.    | Part. | Goles | Asist. |
| ----------------- | ----------------- | ----------- | ----------- | ----------- | ------------ | ------------ | ------------ | --------- | --------- | --------- | ----- | ----- | ------ |
| Sub-17 · Uruguay  | 2022              | —           | —           | —           | —            | —            | —            | 4         | 0         | 0         | 4     | 0     | 0      |
| Sub-17 · Uruguay  | 2023              | 0           | 0           | 0           | No clasificó | No clasificó | No clasificó | 2         | 0         | 0         | 2     | 0     | 0      |
| Sub-17 · Uruguay  | Total sel.        | 0           | 0           | 0           | 0            | 0            | 0            | 6         | 0         | 0         | 6     | 0     | 0      |
| Sub-20 · Uruguay  | 2024              | —           | —           | —           | —            | —            | —            | 3         | 0         | 0         | 3     | 0     | 0      |
| Sub-20 · Uruguay  | 2025              | 6           | 0           | 0           | No clasificó | No clasificó | No clasificó | 3         | 0         | 0         | 9     | 0     | 0      |
| Sub-20 · Uruguay  | Total sel.        | 6           | 0           | 0           | 0            | 0            | 0            | 6         | 0         | 0         | 12    | 0     | 0      |
| Total selecciones | Total selecciones | 6           | 0           | 0           | 0            | 0            | 0            | 12        | 0         | 0         | 18    | 0     | 0      |
| 1.                |                   |             |             |             |              |              |              |           |           |           |       |       |        |

## Palmarés

### Distinciones individuales
| Distinción                                                                             | Año  |
| -------------------------------------------------------------------------------------- | ---- |
| Parte de los 60 mejores jugadores jóvenes del mundo para The Guardian (categoría 2007) | 2024 |